# María José Gaidano
María José Gaidano (25 de marzo de 1973) es una entrenadora de tenis de Argentina que además fue jugadora profesional. Nació en Buenos Aires y jugó profesionalmente desde 1992 hasta 2000. Representó a su país en la Fed Cup en 1997.
El 22 de octubre de 2013 Gaidano fue anunciada como la nueva capitana del Equipo de Fed Cup de Argentina. Reemplazó en el cargo a Bettina Fulco y su debut fue en la serie contra Japón por el Grupo Mundial II el 8 y 9 de febrero de 2014. En esa oportunidad el equipo derrotó a Japón por 3-1, lo que le permitirá a Argentina disputar una instancia eliminatoria contra Rusia por un lugar en el Grupo Mundial de la competencia.

## Clasificación histórica de Grand Slam
| Torneos               | 1993 | 1994 | 1995 | 1996 | Participaciones | Ganados-Perdidos |
| --------------------- | ---- | ---- | ---- | ---- | --------------- | ---------------- |
| Torneos de Grand Slam |      |      |      |      |                 |                  |
| Abierto de Australia  |      | 1R   |      | 1R   | 0 / 2           | 0-2              |
| Roland Garros         | 2R   | 1R   | 2R   | 1R   | 0 / 4           | 2–4              |
| Wimbledon             |      |      | 2R   |      | 0 / 1           | 1–1              |
| US Open               | 4R   | 2R   | 3R   | 2R   | 0 / 4           | 7–4              |
| Ganados-Perdidos      | 0–2  | 0–3  | 0–3  | 0–3  | 0 / 11          | 10–11            |

## Finales del circuito WTA

### Dobles 3
| Leyenda           |   |
| Grand Slam        | 0 |
| WTA Championships | 0 |
| Tier I            | 0 |
| Tier II           | 0 |
| Tier III          | 0 |
| Tier IV & V       | 1 |
| Juegos Olímpicos  | 0 |

| Títulos por superficie |   |
| Dura                   | 0 |
| Arcilla                | 2 |
| Hierba                 | 0 |
| Carpeta                | 0 |

| Resultado | No. | Fecha               | Torneo                      | Superficie | Compañera      | Rivales                               | Marcador      |
| Victoria  | 1.  | 12 de julio de 1992 | Palermo, Italia             | Arcilla    | Halle Cioffi   | Petra Langrová Ana-Maria Segura-Pérez | 6-3, 4-6, 6-3 |
| Victoria  | 2.  | 9 de mayo de 1993   | Abierto de Bélgica, Bélgica | Arcilla    | Radka Bobková  | Ann Devries Dominique Monami          | 6-4, 2-6, 7-6 |
| Derrota   | 3.  | 4 de mayo de 1997   | Bol, Croacia                | Arcilla    | Marion Maruska | Laura Montalvo Henrieta Nagyová       | 3-6, 1-6      |

## Participaciones en Fed Cup
| #                                                | Fecha      | Lugar        | Superficie | Ganador        | Perdedor           | Marcador |              |
|                                                  |            |              |            |                |                    |          |              |
| Grupo Mundial I 1997 - Suiza - Argentina - 5 : 0 |            |              |            |                |                    |          |              |
| 1                                                | 12/07/1997 | Suiza Zúrich | Moqueta    | Martina Hingis | Maria José Gaidano | 6-1, 6-2 | Fed Cup 1997 |
| 1                                                | 12/07/1997 | Suiza Zúrich | Moqueta    | Patty Schnyder | Maria José Gaidano | 6-1, 6-0 | Fed Cup 1997 |